# Bjugn
Bjugn este o comună din provincia Sør-Trøndelag, Norvegia.